# Piabuna longispina
Piabuna longispina là một loài nhện trong họ Phrurolithidae.
Loài này thuộc chi Piabuna. Piabuna longispina được Ralph Vary Chamberlin & Wilton Ivie miêu tả năm 1935.